# Umberto Ortolani
Umberto Ortolani (Roma, 31 de maio de 1913 - Roma, 17 de janeiro de 2002) foi um empresário italiano. É considerado como o verdadeiro "autor intelectual" da Loja P2, tendo fomentado o desenvolvimento dos negócios de Licio Gelli na América do Sul e no Vaticano, através do Instituto para as Obras de Religião (IOR) de Mons. Paul Marcinkus.

## Biografia
Formou-se em direito após a Segunda Guerra Mundial, tornando-se diretor executivo da Ducati. Introduzido pelo cardeal de Bolonha, Giacomo Lercaro, nos círculos do Vaticano (tanto que em 1963 foi-lhe concedido o título de "Cavalheiro de Sua Santidade" pelo Papa Paulo VI, mas que depois é suspenso em 1983), ele constrói amizades eclesiásticas e nas relações com do mundo político e industrial, um trampolim sólido, preferindo, no entanto, permanecer nas sombras.
Foi presidente da agência jornalística "Italia", mas venderia logo para a ENI de Enrico Mattei. No início dos anos setenta,  reforça a associação com Licio Gelli. Em 1974 teria a sua entrada para a Loja P2.
Seu império financeiro está especialmente no exterior: em setembro de 1983, quando a Guardia di Finanza bloqueia-o no Brasil, administra um banco (o "Bafisud", Banco Financiero Sudamericano), possuía trinta grandes fazendas no Uruguai, uma editora, três arranha-céus e milhares de hectares na Argentina, Paraguai e Brasil. Acusado de ser o centro das intrigas financeiras da Loja P2 (do "caso Rizzoli" pela falência fraudulenta do Banco Ambrosiano), Ortolani se torna um fugitivo, perseguido por dois mandados de detenção internacionais.
Também é acusado, mas, em seguida, será absolvido, pelo envolvimento no massacre de Bolonha. Ele refugiou-se em São Paulo; o Brasil se recusou a prendê-lo, porque, desde 1978, tinha tomado a cidadania brasileira. Em 21 de junho de 1989, Ortolani voltou para a Itália. No Aeroporto de Malpensa, a Guardia di Finanza o notifica sobre dois mandados de prisão por falência fraudulenta. Seria preso em Opera, mas mediante o pagamento de uma caução de 600 milhões de libras, depois de uma semana estará livre novamente. Em 28 de janeiro de 1994, foi condenado a quatro anos de prisão por cumplicidade na bancarrota sob a administração Rizzoli, da qual foi diretor.
Em 1996, no julgamento da Loja P2, foi absolvido da acusação de conspiração contra os poderes políticos do Estado. Em abril de 1998, o Tribunal de Cassação confirma e torna a sentença final a 12 anos pela falência do Banco Ambrosiano. Ortolani, não ficaria preso por causa de sua saúde precária. Faleceu em Roma em 17 de janeiro de 2002.